# Brittany Lang
Brittany Lang, née le 22 août 1985 à Richmond, est une golfeuse professionnelle américaine évoluant sur le LPGA Tour. Au cours de sa carrière, elle a notamment remporté un tournoi majeur : l'Open américain en 2016.